# Rifugio Komna
Il Rifugio Komna (in sloveno: Dom na Komni) è un rifugio situato nel comune di Bohinj in Slovenia, a 1.52013 m s.l.m. situato nell'altopiano di Komna.

## Storia
La prima costruzione risale al 1936, ed è stato ristrutturato e modernizzato più volte ed è aperto durante tutto il periodo dell'anno.

## Accesso
- 2½ ore: dal rifugio Koča pri Savici.
- 3½ ore: dal rifugio Koča pri Savici passando per Komarča.